# Szkoła Oficerska Wojsk Taborowych
Szkoła Oficerska Wojsk Taborowych – szkoła Wojska Polskiego kształcąca oficerów i podoficerów taborowych.
Szkoła Oficerska Wojsk Taborowych mieściła się we Lwowie. Nauka odbywała się na kursie przejściowym, trwającym pięć i pół miesiąca.
W celu podniesienia poziomu wykształcenia fachowego i ogólnego zawodowych podoficerów i chorążych wojsk taborowych, zaznajomienia ich z nowymi metodami szkolenia i przygotowania do roli instruktorów-wychowawców rekruta oraz dowódcy drużyny lub plutonu, minister spraw wojskowych zarządził utworzenie z dniem 15 maja 1923 roku Kursu doszkolenia dla zawodowych podoficerów i chorążych wojsk taborowych. Kurs trwał pięć miesięcy. Słuchacze, w liczbie 50, zostali zorganizowani w szwadron podoficerski. Kurs pod względem wyszkolenia, dyscyplinarnym i administracyjnym podlegał komendantowi szkoły, który odpowiadał za prawidłowy i odpowiedni poziom nauki.
4 kwietnia 1925 roku minister spraw wojskowych wydał rozkaz O. I. Szt.Gen. 3273 Org. w sprawie likwidacji Szkoły Oficerów Wojsk Taborowych i utworzenia Szkoły dla Podoficerów Wojsk Taborowych. Likwidacja miała zostać przeprowadzona do 15 kwietnia tego roku drogą redukcji personelu, koni i materiałów. W miejsce dotychczasowej szkoły należało zorganizować Szkołę dla Podoficerów Wojsk Taborowych. Zwolnione Koszary im. htm. Żółkiewskiego miały być wykorzystane dla zakwaterowania innych formacji, w taki sposób by znaleźć pomieszczenia dla powstającego 6 Pułku Lotniczego.

## Kadra
Komendanci
- ppłk tab. Edmund Schäffer – komendant (do IV 1923 → dowódca 8 dtab[4][5])
- ppłk tab. Erwin Rössner (1923 – 1924)

Oficerowie
- kpt. tab. Wojciech Bucior (do XII 1922[6])
- kpt. tab. Szymon Skoczylas – komendant kursu doszkolenia dla zawodowych podoficerów i chorążych (od 20 VII 1923[7])
- kpt. tab. Kazimierz III Łukasiewicz (od 1 XI 1923[8])
- kpt. tab. Stanisław Trzaska (do V 1924[9])
- por. tab. Wilhelm Antoni Zagórski – instruktor (XII 1922[6] – V 1923 → 6 dtab[10][11])
- por. tab. Józef Dyńko (od V 1923[10][11])
- por. tab. Stanisław Kostka Głuszyk (od V 1923[10][11])
- por. tab. Józef Sozański (od V 1923[10][12])
- por. tab. Kazimierz Kapiszewski – instruktor jazdy konnej (od X 1923[13])
- ppor. tab. Kazimierz Szczepański – dowódca sekcji adm. tab. (od XII 1922[6])